# Drnovšek
Drnovšek je priimek v Sloveniji, ki je ga po podatkih Statističnega urada Republike Slovenije na dan 1. januarja 2010 uporabljalo 799 oseb in je med vsemi priimki po pogostosti uporabe uvrščen na 256. mesto.

## Znani nosilci priimka
- Anja Drnovšek, igralka
- Barbara Drinovec Drnovšek (*1971), matematičarka, univ. prof.
- Barja Drnovšek (*1987), violinistka
- Brigita Drnovšek-Olup (*1955), zdravnica oftalmologinja
- Filip Drnovšek Zorko (*1992), zmagovalec angleškega kviza
- Franc Drnovšek (1883—1966), šolnik, narodni delavec, domoznanec, Sokol
- Gal Drnovšek (*1993), šahist
- Gregor Drnovšek, novinar
- Helena Drnovšek Sršen (*1934), inženirka strojništva, strokovnjakinja za transportne naprave
- Helena Drnovšek Zorko (*195#?), diplomatka
- Jaša Drnovšek (*1978), prevajalec, literarni komapartivist in publicist
- Janez Drnovšek (1950—2008), ekonomist, politik, predsednik
- Janko (Janez, Johann) Drnovšek (1880—?), dr. filozofije na Dunaju 1920
- Janko Drnovšek (1923—1995?), gradbenik
- Janko Drnovšek (*1952), elektrotehnik (metrologija/kakovost), univ. prof.
- Katja Drnovšek, pravnica, filozofinja in jezikoslovka (UM)
- Marjan Drnovšek (*1948), zgodovinar in arhivist
- Marko Drnovšek (1925—2003), elektrotehnik, gospodarstvenik
- Marko Zorko Drnovšek (1944—2008), novinar, publicist in pisatelj
- Matej Drnovšek, gorski kolesar
- Mateja Drnovšek (*1973), ekonomistka
- Nejc Drnovšek (*1990), šahist
- Roman Drnovšek (*1966), matematik, univ. profesor
- Stanka Drnovšek (*1966), etnologinja, dokumentalistka
- Špela Drnovšek Zorko (*1987), antropologinja, prevajalka
- Vesna Drnovšek, slikarka